# Герб Любуського воєводства
Герб Любуського воєводства (пол. Herb województwa lubuskiego) — один з офіційних символів адміністративно-територіального утворення в Польщі — Любуського воєводства. 

## Історія
Затверджений ухвалою Сеймика Любуського воєводства від 26 червня 2000 року за № XVIII/114/2000. 
Автор герба — польський історик, професор Зеленогурського університету Войцех Стшижевський.

## Опис (блазон)
Щит розтятий на червоне й зелене поля. У правому червоному полі половина срібного орла із золотими дзьобом і пазурами, а у лівому зеленому — дві шестипроменеві зірки, одна над одною.

## Зміст
Дві зірки означають адміністративні центри — Зелену Гуру і Ґожув-Велькопольський. Орел є загальнопольським символом.